# 高堀和也
高堀 和也（たかほり かずや、1987年6月11日 - ）は、富山県南砺市出身の元プロ野球選手（投手）。右投右打。

## 経歴

### プロ入り前
富山県南砺市(井波)出身。砺波工業高校を卒業後、三菱自動車岡崎に入る。所属部署は試作部の試作工務課。
伸びしろと将来性を考慮され、2009年プロ野球ドラフト会議にて東北楽天ゴールデンイーグルスから4位指名を受け、11月12日に契約金5000万円、年俸1000万円（いずれも推定）で仮契約した。

### プロ入り後
2012年、9月に一軍初登板。主に先発投手が早々に降板した時のロングリリーフや大量リード、ビハインド時などの起用となった。9月5日の北海道日本ハムファイターズ戦（東京ドーム）で1点ビハインド時に登板し、無失点に抑えると直ぐ後の味方の攻撃で逆転、試合に勝利したためプロ初勝利を挙げた。その後も中継ぎとして13試合に登板して3勝無敗2ホールド、防御率1.15の成績を残した。
2013年、中継ぎとして13試合に登板したが、被本塁打2、防御率6点台と低迷した。
2014年、一軍で登板することなくシーズンを終える。シーズン終了後に球団から戦力外通告を受け、育成選手として新たに契約した。
2015年、球団初のベースボール・チャレンジ・リーグへの派遣選手として、3月29日付けで同リーグの福島ホープスへ派遣された（期間は6月30日まで）。2015年10月2日に球団から二度目の戦力外通告を受けたが、再び育成契約を結んだ。
2016年、10月1日、球団より三度目の戦力外通告を受けた。10月31日、自由契約公示された。

### 現役引退後
白寿生科学研究所の勤務を経て、現在は「アッティーボジム」のスタッフを務めており、かつては楽天時代のチームメイトの井上雄介が同僚だった。

## 選手としての特徴
ストレートには伸びがあり、落差のあるフォークも投じる。

## エピソード
2013年4月27日、球団通算500勝のかかった西武戦の9回に登板、リードを守ってチームは勝利するが、そのウイニングボールを観客席に投げ込んでしまう。嶋基宏などの呼びかけによりボールは無事戻ってきたが、高堀は「ヤバい！ と思った」と青ざめていた。

## 詳細情報

### 年度別投手成績
| 年 度     | 球 団     | 登 板 | 先 発 | 完 投 | 完 封 | 無 四 球 | 勝 利 | 敗 戦 | セ 丨 ブ | ホ 丨 ル ド | 勝 率 | 打 者 | 投 球 回 | 被 安 打 | 被 本 塁 打 | 与 四 球 | 敬 遠 | 与 死 球 | 奪 三 振 | 暴 投 | ボ 丨 ク | 失 点 | 自 責 点 | 防 御 率 | W H I P |
| --------- | --------- | ----- | ----- | ----- | ----- | -------- | ----- | ----- | -------- | ----------- | ----- | ----- | -------- | -------- | ----------- | -------- | ----- | -------- | -------- | ----- | -------- | ----- | -------- | -------- | ------- |
| 2012      | 楽天      | 13    | 0     | 0     | 0     | 0        | 3     | 0     | 0        | 2           | 1.000 | 59    | 15.2     | 10       | 0           | 1        | 0     | 3        | 12       | 0     | 0        | 2     | 2        | 1.15     | 0.70    |
| 2013      | 楽天      | 14    | 0     | 0     | 0     | 0        | 1     | 0     | 0        | 1           | 1.000 | 61    | 12.2     | 14       | 2           | 7        | 1     | 2        | 5        | 0     | 1        | 9     | 9        | 6.39     | 1.66    |
| 通算：2年 | 通算：2年 | 27    | 0     | 0     | 0     | 0        | 4     | 0     | 0        | 3           | 1.000 | 120   | 28.1     | 24       | 2           | 8        | 1     | 5        | 17       | 0     | 1        | 11    | 11       | 3.49     | 1.13    |

### 記録
NPB
- 初登板：2012年9月1日、対オリックス・バファローズ18回戦（日本製紙クリネックススタジアム宮城）、5回表1死に2番手で救援登板、3回無失点
- 初奪三振：同上、5回表に安達了一から見逃し三振
- 初勝利：2012年9月5日、対北海道日本ハムファイターズ23回戦（東京ドーム）、6回裏に4番手で救援登板、2回無失点
- 初ホールド：2012年9月18日、対千葉ロッテマリーンズ21回戦（日本製紙クリネックススタジアム宮城）、7回表2死に3番手で救援登板、1回1/3を無失点

### 独立リーグでの投手成績
| 年 度     | 球 団     | 登 板 | 完 投 | 勝 利 | 敗 戦 | セ 丨 ブ | 勝 率 | 打 者 | 投 球 回 | 被 安 打 | 被 本 塁 打 | 与 四 球 | 与 死 球 | 奪 三 振 | 暴 投 | ボ 丨 ク | 失 点 | 自 責 点 | 防 御 率 | W H I P |
| --------- | --------- | ----- | ----- | ----- | ----- | -------- | ----- | ----- | -------- | -------- | ----------- | -------- | -------- | -------- | ----- | -------- | ----- | -------- | -------- | ------- |
| 2015      | 福島      | 12    | 0     | 2     | 4     | 0        | .333  | 313   | 71.0     | 66       | 2           | 30       | 5        | 58       | 10    | 0        | 29    | 22       | 2.79     | 1.35    |
| 通算：1年 | 通算：1年 | 12    | 0     | 2     | 4     | 0        | .333  | 313   | 71.0     | 66       | 2           | 30       | 5        | 58       | 10    | 0        | 29    | 22       | 2.79     | 1.35    |

### 背番号
- 24 （2010年 - 2014年）
- 024 （2015年 - 2016年）
- 14 （2015年） ※福島ホープスでの背番号

### 登場曲
- 「BOOM!!」NG HEAD （2010年）
- 「ルーズリーフ」Hilcrhyme （2012年）